# Glykosaminoglykan

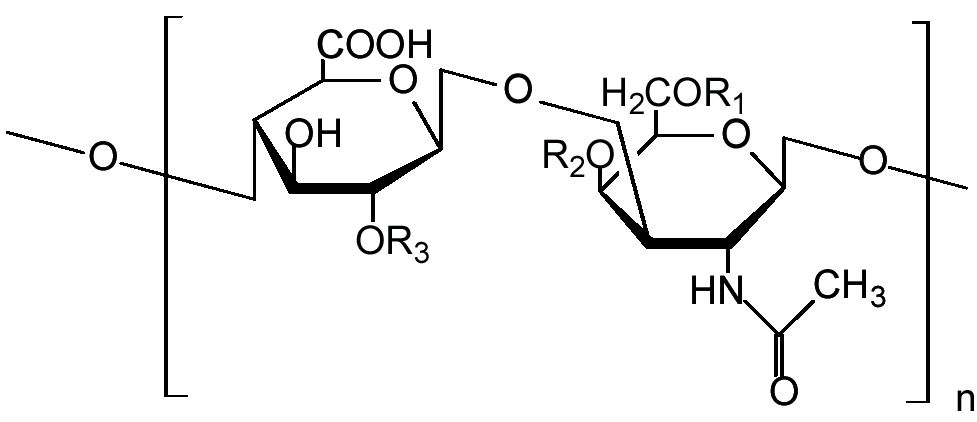
Chondroitinsulfat

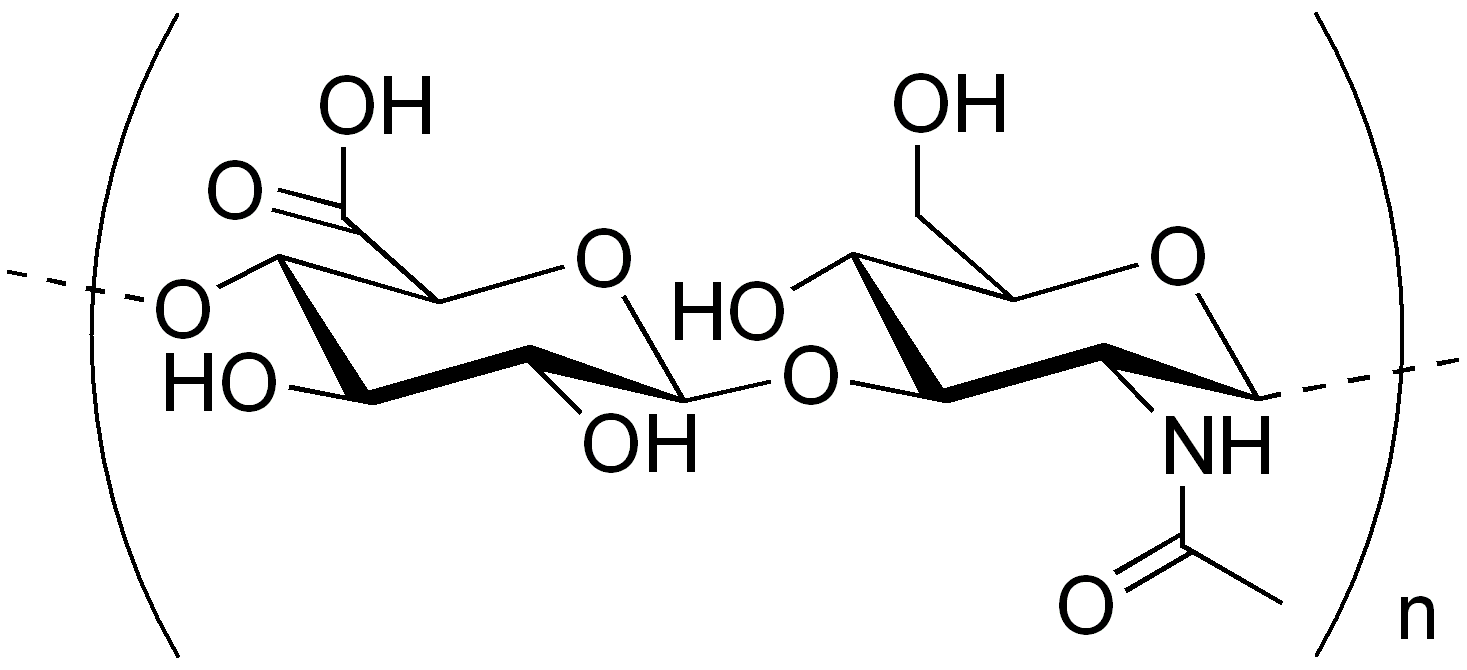
Hyaluronan (-4GlcUAβ1-3GlcNAcβ1-)_{n}

Glykosaminoglykaner, GAG av engelskans glycosaminoglycans, är långa ogrenade polysackarider som består av upprepade disackarider.
En känd glykosaminoglykan är hyaluronan.